# ヒュンダイ・i10
i10は、ヒョンデ自動車が製造・販売している自動車である。

## 概要
ヒョンデのエントリーモデルであり、アトスプライム/サントロの後継車種にあたる。ただしインド市場では従来のサントロも併売されている。サントロと同様に生産はインド・チェンナイ工場で行われ、欧州など世界各国に輸出される。なお、ヒョンデの本国である韓国では販売されていない。韓国でも原油価格高騰や軽車の規格拡大で子会社である起亜自動車の『モーニング』が好調な売れ行きであることからインドで生産されているi10を逆輸入することも検討されたが、労働組合の強い反発から実現に至っていないと言われている。
マレーシアではイノコムによって同社のブランドで製造・販売が行われている。

## 初代 (2007-2014年)
インド国内で2007年10月31日発売。欧州では同年12月のボローニャモーターショーにて初公開となった。
2009年、i10をベースにLG化学製リチウムイオン二次電池を搭載した電気自動車（EV）、｢i10エレクトリック｣がフランクフルトモーターショーにて世界初公開となった。同車は2010年1月のニューデリーオートエクスポにも出展された。
さらに2010年9月には韓国にてi10ベースの量産EVが「ブルーオン」 (BlueOn) の車名で発表された。外観ではフロントフェイスに手が加えられ、ix35などと共通するヒュンダイの新しいファミリーフェイスが与えられている。また、ベースとなったi10の方もブルーオンと同様のフェイスリフトが行われて9月23日にインドで発売開始された。なお、欧州仕様はパリモーターショーにて公開されるが、こちらにはCO2排出量が100 g/kmを切る直列3気筒1.0 Lエンジンが新たに搭載される。

## 2代目 (2013-2019年)
2013年9月、フランクフルトモーターショーにて初公開。デザインと開発は、ヒュンダイのドイツテクニカルセンターが担当した。